# Nieuwe Drentse Volksalmanak
De Nieuwe Drentse Volksalmanak is een almanak die sinds 1883 verschijnt en zich richt op de geschiedenis en archeologie van de Nederlandse provincie Drenthe.

## Voorlopers
Voor 1837 waren er in Drenthe een aantal almanakken, zoals de Drentsche Schrijf-Almanach en de Nieuwe Drentsche Schrijf-Calender en Comptoir-Almanak. Over deze almanakken, die vaak maar kort bestonden, is in de literatuur nog weinig bekend. 

### Drentsche Volksalmanak (1837-1851)
Uitgever D.H. van der Scheer, uit Coevorden, bracht in 1836 de Drentsche Volksalmanak uit. 
Bijdragen werden geleverd door onder anderen predikant Alexander Lodewijk Lesturgeon, Sibrand Gratama, Lucas Oldenhuis Gratama, rector Hendrik Jan Nassau en archivaris Jean Samuel Magnin. Onderwerpen op het gebied van geschiedenis, taal en folklore namen een grote plaats in in de almanak. Illustraties werden verzorgd door onder anderen Jan van Ravenswaay. In 1851 hield de Drentsche Volksalmanak op te bestaan.

### Andere almanakken
Er werd een aantal initiatieven genomen om te komen met een opvolger voor de Drentsche Volksalmanak, die allen niet lang bleven bestaan. Lesturgeon en J.A. Willinge Gratama kwamen in 1853 met Drenthina, Volks-almanak voor de provincie Drenthe, dat slechts eenmaal verscheen. De Groningse uitgever Oomkens gaf in de jaren 1853-1855 de Drenthsche geschied-, landhuishoudkundige en nijverheidsalmanak uit. Harm Boom kwam met De Heidebloem. Jaarboekje voor 1860 en later met de Drentsche Volksalmanak voor het schrikkeljaar 1868.

## Nieuwe Drents(ch)e Volksalmanak (1883-heden)
De bestuurscommissie van het Provinciaal Museum van Oudheden richtte in 1882 de Nieuwe Drentsche Volksalmanak (NDVA) op. Medeoprichter mr. dr. Hermanus Hartogh Heijs van Zouteveen was de eerste eindredacteur. Volgende redacteuren, tot aan de Tweede Wereldoorlog, waren mr. W.L. van den Biesheuvel Schiffer (1891-1896), J.A.R. Kymmell (1896-1920), H.A. Poelman (1920-1933) en J. Linthorst Homan (1933-1937). De NDVA wordt sinds de eerste editie gedrukt door Van Gorcum in Assen.
De aard van de almanak is veranderd in de loop der jaren. Sinds de jaren zeventig richt deze zich vooral op het publiceren van historisch en archeologisch onderzoek. De verantwoordelijkheid voor de uitgave is tegenwoordig ondergebracht bij de Stichting Nieuwe Drentse Volksalmanak, die dat doet in samenwerking met de Drentse Historische Vereniging, de Drents Prehistorische Vereniging, het Drents Archief, het Drents Plateau en de Stichting Vrienden van het Drents Museum. 
In 2004 verscheen een cd-rom met de complete jaargangen van de Drentsche Volksalmanak en de Nieuwe Drentsche Volksalmanak (tot 2001).